# Thomas Krag
Thomas Peter Krag, född den 28 juli 1868 i Kragerø, död den 13 mars 1913 i Kristiania, var en norsk författare, son till Peter Rasmus Krag och bror till Vilhelm Krag.
Hans första böcker, Jon Græff (1891), Fra den gamle by (1892), Ensomme mennesker (1893) och Mulm (1893) är realistiska nationalromantiska romaner med en naturlyrisk underton. I hans följande romaner, som han bröt igenom med, blev det naturlyriska dominerande. Till de bästa av dessa romaner hör Kobberslangen (1895), Ada Wilde (1896), Ulf Ran (1897) och Gunvor Kjeld. Præstens datter (1904). Bakgrunden i dessa är ett romantiskt stiliserat sørlandslandskap och en mystiskt uppfattad släktmiljö. I sina sista böcker lyckades det honom att förena realism och mystik: Tubal den fredløse. Natskygger fra en verdensby (1908), Mester Magius (1909) och den självbiografiska Frank Hjelm. Historien om en hjemløs (1912).
Krag var i flera år bosatt i Köpenhamn. En minnesutgåva av hans verk kom 1915–1917 i nio band. Flera av hans böcker finns översatta till svenska.